# Erisifàcies
Les erisifàcies (Erysiphaceae) són una família de fongs ascomicots de l'ordre dels helotials (Helotiales). Moltes espècies causen malalties a les plantes anomenades oïdis.
La família inclou 19 gèneres i més de 900 espècies, la meitat de les quals pertanyen al gènere Erysiphe (487 espècies). Molts fongs imperfectes (fongs dels quals la reproducció sexual és desconeguda) hi pertanyen, especialment els oïdis.
Les erisifàcies tenen un miceli superficial que extreu els nutrients de les plantes hoste gràcies a hifes especialitzades que penetren les cèl·lules de l'epidermis de l'hoste mitjançant òrgans anomenats haustoris. Els teleomorfs són més distintius i diversos que els anamorfs. Els cleistotecis tenen els ascs disposats en capes d'himenis semblant peritecis. Les erisifàcies són notables pels apèndixs intricats que segueixen una geometria fractal dins dels nombres de Fibonacci i es poden usar per identificar les espècies.
Les erisifàcies són paràsits obligats sobre fulles i fruits de plantes superiors, i causen la malaltia de l'oïdi. Els intents de fer-los créixer en cultius microbiològics han fallat.